# Stoke City Football Club 2014-2015
Questa voce raccoglie le informazioni riguardanti lo Stoke City Football Club nelle competizioni ufficiali della stagione 2014-2015.

## Maglie e sponsor
Lo sponsor ufficiale è Bet365 mentre lo sponsor tecnico è Warrior Sports
| Casa | Trasferta |  |

## Organigramma societario
Area direttiva
- Proprietario: Peter Coates
- Direttore: Keith Humpreys
- Direttore: Richard Smith
- Amministratore delegato: Tony Scholes
- Presidente: Gordon Banks
- Vice Presidente: Alex Humpreys

Staff dell'Academy
- Direttore: David Wright
- Manager selezionatore: Kevin Scott
- Manager squadra Under-21:  Glyn Hodges
- Manager squadra Under-18: John Perkins

Area tecnica
- Manager: Mark Hughes
- Assistente manager: Mark Bowen
- Allenatore: Eddie Niedzwiecki
- Preparatore dei portieri: Andy Quy
- Preparatore atletico: Damian Roden
- Direttore sportivo: Mark Cartwright

## Rosa
| N. |                                 | Ruolo | Calciatore       |
| -- | ------------------------------- | ----- | ---------------- |
| 1  | Bosnia ed Erzegovina (bandiera) | P     | Asmir Begović    |
| 2  | Scozia (bandiera)               | D     | Phil Bardsley    |
| 3  | Paesi Bassi (bandiera)          | D     | Erik Pieters     |
| 4  | Germania (bandiera)             | D     | Robert Huth      |
| 5  | Spagna (bandiera)               | D     | Marc Muniesa     |
| 6  | Irlanda (bandiera)              | C     | Glenn Whelan     |
| 7  | Irlanda (bandiera)              | C     | Stephen Ireland  |
| 8  | Honduras (bandiera)             | C     | Wilson Palacios  |
| 9  | Nigeria (bandiera)              | A     | Peter Odemwingie |
| 10 | Austria (bandiera)              | A     | Marko Arnautović |
| 12 | Irlanda (bandiera)              | D     | Marc Wilson      |
| 13 | Nigeria (bandiera)              | A     | Victor Moses     |
| 14 | Scozia (bandiera)               | C     | Jamie Ness       |
| 15 | Francia (bandiera)              | C     | Steven N'Zonzi   |

| N. |                        | Ruolo | Calciatore         |
| -- | ---------------------- | ----- | ------------------ |
| 16 | Scozia (bandiera)      | C     | Charlie Adam       |
| 17 | Inghilterra (bandiera) | D     | Ryan Shawcross (C) |
| 18 | Senegal (bandiera)     | A     | Mame Biram Diouf   |
| 19 | Irlanda (bandiera)     | A     | Jonathan Walters   |
| 20 | Stati Uniti (bandiera) | D     | Geoff Cameron      |
| 21 | Inghilterra (bandiera) | C     | Steve Sidwell      |
| 22 | Inghilterra (bandiera) | P     | Jack Butland       |
| 23 | Slovacchia (bandiera)  | D     | Dionatan Teixeira  |
| 24 | Marocco (bandiera)     | C     | Oussama Assaidi    |
| 25 | Inghilterra (bandiera) | A     | Peter Crouch       |
| 26 | Germania (bandiera)    | D     | Philipp Wollscheid |
| 27 | Spagna (bandiera)      | A     | Bojan Krkić        |
| 29 | Danimarca (bandiera)   | P     | Thomas Sørensen    |
| 30 | Inghilterra (bandiera) | D     | Ryan Shotton       |

## Calciomercato

### Sessione estiva(dall'1/7 all'1/9)
| Acquisti         | Acquisti          | Acquisti           | Acquisti                          |
| R.               | Nome              | da                 | Modalità                          |
| ---------------- | ----------------- | ------------------ | --------------------------------- |
| A                | Bojan Krkić       | Barcellona         | definitivo (1,8 milioni €)        |
| C                | Oussama Assaidi   | Liverpool          | prestito oneroso (1,25 milioni €) |
| D                | Dionatan Teixeira | Dukla B.B.         | definitivo                        |
| D                | Phil Bardsley     | svincolato         |                                   |
| C                | Steven Sidwell    | svincolato         |                                   |
| A                | Mame Biram Diouf  | svincolato         |                                   |
| C                | Victor Moses      | Chelsea            | prestito                          |
| Altre operazioni |                   |                    |                                   |
| R.               | Nome              | da                 | Modalità                          |
| D                | Ryan Shotton      | Derby County       | fine prestito                     |
| C                | Maurice Edu       | Philadelphia Union | fine prestito                     |
| A                | Juan Agudelo      | Utrecht            | fine prestito                     |
| A                | James Alabi       | Accrington Stanley | fine prestito                     |
| C                | Jamie Ness        | Crewe Alexandra    | fine prestito                     |
| C                | Adam Thomas       | Macclesfield Town  | fine prestito                     |

| Cessioni         | Cessioni            | Cessioni           | Cessioni                   |
| R.               | Nome                | a                  | Modalità                   |
| ---------------- | ------------------- | ------------------ | -------------------------- |
| A                | Cameron Jerome      | Norwich City       | definitivo (1,9 milioni €) |
| C                | Michael Kightly     | Burnley            | definitivo (1,9 milioni €) |
| C                | Matthew Etherington |                    | fine contratto             |
| C                | Lucas Dawson        |                    | fine contratto             |
| D                | Ben Heneghan        |                    | fine contratto             |
| D                | Jordan Keane        |                    | fine contratto             |
| C                | Kevin Gomez-Nieto   |                    | fine contratto             |
| C                | Jordan Richardson   |                    | fine contratto             |
| A                | Karim Rossi         |                    | fine contratto             |
| Altre operazioni |                     |                    |                            |
| R.               | Nome                | a                  | Modalità                   |
| A                | James Alabi         | Accrington Stanley | prestito                   |
| C                | Jamie Ness          | Crewe Alexandra    | prestito                   |
| D                | Ryan Shotton        | Derby County       | prestito                   |

## Risultati

### Premier League
| Arbitro: | Taylor |

|  |           |             |
|  | Marcatori | 50’ Weimann |

| Arbitro: | Moss |

|             |           |               |
| Jelavić 42’ | Marcatori | 83’ Shawcross |

| Arbitro: | Mason |

|  |           |           |
|  | Marcatori | 58’ Diouf |

| Arbitro: | Oliver |

|  |           |           |
|  | Marcatori | 64’ Ulloa |

| Arbitro: | Atkinson |

|                          |           |                      |
| Caulker 42’ Kranjcar 88’ | Marcatori | 11’ Diouf 51’ Crouch |

| Arbitro: | Pawson |

|            |           |  |
| Crouch 15’ | Marcatori |  |

| Arbitro: | Swarbrick |

|                              |           |          |
| Wickham 4’ Fletcher 23’, 79’ | Marcatori | 15’ Adam |

| Arbitro: | Oliver |

|                             |           |                 |
| Adam 43’ (rig.) Walters 76’ | Marcatori | 34’ (rig.) Bony |

| Arbitro: | Moss |

|          |           |  |
| Mané 33’ | Marcatori |  |

| Arbitro: | Foy |

|                     |           |                          |
| Moses 33’ Diouf 56’ | Marcatori | 60’ Valencia 73’ Downing |

| Arbitro: | Jones |

|            |           |                      |
| Chadli 77’ | Marcatori | 6’ Bojan 33’ Walters |

| Arbitro: | Atkinson |

|             |           |               |
| Walters 32’ | Marcatori | 12’, 13’ Ings |

| Arbitro: | Pawson |

|             |           |  |
| Johnson 85’ | Marcatori |  |

| Arbitro: | Moss |

|                       |           |             |
| Fellaini 21’ Mata 59’ | Marcatori | 39’ N'Zonzi |

| Arbitro: | Taylor |

|                                 |           |                               |
| Crouch 1’ Bojan 35’ Walters 45’ | Marcatori | 68’ (rig.) Cazorla 70’ Ramsey |

| Arbitro: | Friend |

|              |           |            |
| McArthur 11’ | Marcatori | 13’ Crouch |

| Arbitro: | Swarbrick |

|  |           |                       |
|  | Marcatori | 2’ Terry 78’ Fábregas |

| Arbitro: | Mason |

|  |           |                  |
|  | Marcatori | 38’ (rig.) Bojan |

| Arbitro: | East |

|                |           |  |
| Diouf 51’, 66’ | Marcatori |  |

| Arbitro: | Oliver |

|              |           |            |
| Shawcross 2’ | Marcatori | 26’ Falcao |

| Arbitro: | Moss |

|                                  |           |  |
| Koscielny 6’ A. Sánchez 33’, 49’ | Marcatori |  |

| Arbitro: | Marriner |

|  |           |           |
|  | Marcatori | 63’ Bojan |

| Arbitro: | Dean |

|                         |           |              |
| Walters 21’, 34’, 90+2’ | Marcatori | 36’ Kranjčar |

| Arbitro: | Friend |

|             |           |            |
| Colback 74’ | Marcatori | 90’ Crouch |

| Arbitro: | Mason |

|            |           |                                             |
| Crouch 38’ | Marcatori | 33’, 70’ (rig.) Agüero 55’ Milner 76’ Nasri |

| Arbitro: | East |

|              |           |                              |
| Sinclair 20’ | Marcatori | 45’ Diouf 90+3’ (rig.) Moses |

| Arbitro: | Swarbrick |

|            |           |  |
| Crouch 71’ | Marcatori |  |

| Arbitro: | Clattenburg |

|                     |           |  |
| Moses 32’ Diouf 84’ | Marcatori |  |

| Arbitro: | Friend |

|           |           |  |
| Ideye 19’ | Marcatori |  |

| Arbitro: | Marriner |

|           |           |                              |
| Diouf 14’ | Marcatori | 41’ (rig.) Murray 45+2’ Zaha |

| Arbitro: | Moss |

|                            |           |          |
| Hazard 39’ (rig.) Rémy 62’ | Marcatori | 44’ Adam |

| Arbitro: | East |

|              |           |                  |
| Cresswell 7’ | Marcatori | 90+5’ Arnautović |

| Arbitro: | Clattenburg |

|                    |           |                  |
| Diouf 47’ Adam 84’ | Marcatori | 22’ Schneiderlin |

| Arbitro: | Atkinson |

|          |           |            |
| Adam 27’ | Marcatori | 1’ Wickham |

| Arbitro: | Pawson |

|                      |           |  |
| Montero 76’ Ki 90+2’ | Marcatori |  |

| Arbitro: | Clattenburg |

|                                            |           |  |
| Adam 21’ N'Zonzi 32’ Vertonghen 86’ (aut.) | Marcatori |  |

| Burnley 16 maggio 2015, ore 16:00 CEST 37ª giornata | Burnley | 0 – 0 referto | Stoke City | Turf Moor (18 636 spett.)\| Arbitro: \| Oliver \| |
| Arbitro:                                            | Oliver  |               |            |                                                   |

| Arbitro: | Taylor |

|                                                            |           |             |
| Diouf 22’, 26’ Walters 30’ Adam 41’ N'Zonzi 45’ Crouch 86’ | Marcatori | 70’ Gerrard |

### FA Cup
| Arbitro: | Hooper |

|                                   |           |                |
| Arnautović 80’ Ireland 88’, 90+4’ | Marcatori | 73’ Carrington |

| Arbitro: | Atkinson |

|             |           |                                              |
| Bennett 78’ | Marcatori | 4’ Bojan 52’ Ireland 61’ Moses 90+3’ Walters |

| Arbitro: | Taylor |

|                                         |           |            |
| King 36’, 50’, 55’ Gestede 45+7’ (rig.) | Marcatori | 10’ Crouch |

### Football League Cup
| Arbitro: | D'Urso |

|                             |           |  |
| Walters 16’, 47’ Crouch 90’ | Marcatori |  |

| Arbitro: | Dean |

|              |           |                  |
| Altidore 16’ | Marcatori | 31’, 71’ Muniesa |

| Arbitro: | Mason |

|                       |           |                        |
| N'Zonzi 49’ Diouf 89’ | Marcatori | 6’, 89’ Pellè 30’ Long |

## Statistiche

### Statistiche di squadra
Statistiche aggiornate al 13 settembre 2014
| Competizione        | Punti            | In casa | In casa | In casa | In casa | In casa | In casa | In trasferta | In trasferta | In trasferta | In trasferta | In trasferta | In trasferta | Totale | Totale | Totale | Totale | Totale | Totale | DR |
| Competizione        | Punti            | G       | V       | N       | P       | Gf      | Gs      | G            | V            | N            | P            | Gf           | Gs           | G      | V      | N      | P      | Gf     | Gs     | DR |
| ------------------- | ---------------- | ------- | ------- | ------- | ------- | ------- | ------- | ------------ | ------------ | ------------ | ------------ | ------------ | ------------ | ------ | ------ | ------ | ------ | ------ | ------ | -- |
| Premier League      | 54               | 19      | 10      | 3       | 6       | 32      | 22      | 19           | 5            | 6            | 8            | 16           | 23           | 38     | 15     | 9      | 14     | 48     | 45     | +3 |
| FA Cup              | quinto turno     | 1       | 1       | 0       | 0       | 3       | 1       | 2            | 1            | 0            | 1            | 5            | 5            | 3      | 2      | 0      | 1      | 8      | 6      | +2 |
| Football League Cup | ottavi di finale | 2       | 1       | 0       | 1       | 5       | 3       | 1            | 1            | 0            | 0            | 2            | 1            | 3      | 2      | 0      | 1      | 7      | 4      | +4 |
| Totale              | 54               | 22      | 12      | 3       | 7       | 40      | 26      | 22           | 7            | 6            | 9            | 23           | 29           | 44     | 19     | 9      | 16     | 63     | 55     | +9 |

### Andamento in campionato
| Giornata  | 1  | 2  | 3  | 4  | 5 | 6 | 7 | 8 | 9 | 10 | 11 | 12 | 13 | 14 | 15 | 16 | 17 | 18 | 19 | 20 | 21 | 22 | 23 | 24 | 25 | 26 | 27 | 28 | 29 | 30 | 31 | 32 | 33 | 34 | 35 | 36 | 37 | 38 |
| --------- | -- | -- | -- | -- | - | - | - | - | - | -- | -- | -- | -- | -- | -- | -- | -- | -- | -- | -- | -- | -- | -- | -- | -- | -- | -- | -- | -- | -- | -- | -- | -- | -- | -- | -- | -- | -- |
| Luogo     | C  | T  | T  | C  | T | C | T | C | T | C  | T  | C  | T  | T  | C  | T  | C  | T  | C  | C  | T  | T  | C  | T  | C  | T  | C  | C  | T  | C  | T  | T  | C  | C  | T  | C  | T  | C  |
| Risultato | P  | N  | V  | P  |   |   |   |   |   |    |    |    |    |    |    |    |    |    |    |    |    |    |    |    |    |    |    |    |    |    |    |    |    |    |    |    |    |    |
| Posizione | 17 | 15 | 10 | 14 |   |   |   |   |   |    |    |    |    |    |    |    |    |    |    |    |    |    |    |    |    |    |    |    |    |    |    |    |    |    |    |    |    |    |

Fonte:  Premier League – Classifiche, su sport.sky.it, sport.sky.it (archiviato dall'url originale il 19 agosto 2014).
Legenda:

Luogo: C = Casa; T = Trasferta. Risultato: V = Vittoria; N = Pareggio; P = Sconfitta.